# Sucrilhos
Os Sucrilhos Kellogg’s (português brasileiro) ou Frosties Kellogg’s (português europeu) (também conhecido como Frosted Flakes na versão original americana) é uma marca de cereal matinal, produzida pela Kellogg Company que consiste em flocos de milho revestidos de açúcar. Foi introduzido nos Estados Unidos em 1952, como Sugar Frosted Flakes. A palavra "Sugar" foi retirada do nome em 1983.
Seu nome original, Frosted Flakes, significa literalmente Flocos Gelados em inglês, ao contrário de outras marcas de cereais, esse nome é genérico demais para ser registrado e, portanto, muitas vezes compartilha seu nome com concorrentes. A marca é considerada a segunda mais popular e vendida entre os cereais matinais nos Estados Unidos, perdendo apenas para o Honey Nut Cheerios.
No Brasil a marca está presente desde 1961 e é conhecida unicamente como Sucrilhos, que segundo a própria empresa seria a junção entre as palavras "açúcar", "crocância" e "milho". Por conta de seu longo histórico de sucesso no país, o nome Sucrilhos muitas vezes é usado como sinônimo para cereal matinal, sendo também é considerada a marca número 1 na mente dos brasileiros. Em 2020 a marca também começou a ser vendida no Brasil como biscoitos. Em Portugal o cereal está à venda desde 1978, mesmo ano em que a Kellogg's chegou ao país, sob o nome Frosties, que também é utilizado em diversos países europeus. No território português é produzido e comercializado pela Jerónimo Martins e vende-se nos formatos de cereais para pequeno almoço e barras de cereais.
Tem como mascote o tigre Tony, que também atua como mascote da Kellogg's.
A descoberta da receita foi um acidente no preparação de uma receita de papa de milho. John Kellogg dava esta receita para seus pacientes pois acreditava que essa receita diminuía a libido, já que devido sua crença de que a privação dos prazeres da carne aproximaria o ser humano de Deus.

## Sabores
- Normal
- Chocolate
- Banana (descontinuado);
- Canela (limitado)
- Power Pops - Sabor de chocolate, mas em forma de bolas.
- Brigadeiro

## Nomes internacionais
Nos Estados Unidos e Canadá como Frosted Flakes. Nos demais países que falam inglês pelo mundo a marca é conhecida apenas como Frosties. Nos países da América Latina é conhecido como Zucaritas, um trocadilho com azúcar, açúcar em espanhol. No Japão é conhecido como Corn Frosty (コーンフロスティ), literalmente milho gelado. Na Coreia do Sul é conhecido como Corn Frost (콘푸로스트).